# 2000年夏季残疾人奥林匹克运动会比利时代表团
2000年夏季残疾人奥林匹克运动会比利时代表团是比利时派出的2000年夏季残疾人奥林匹克运动会代表团。获得1枚金牌、4枚银牌和4枚铜牌。